# HMS Defiance (1675)
La HMS Defiance era un vascello di terza classe da 66 cannoni della Royal Navy, costruita al Chatham Dockyard e varata nel 1675.

## Storia
Varata nel 1675, nell'estate del 1678, la HMS Defiance era sotto il comando di John Ernle.
Fu ricostruita nei cantieri navali di Woolwich nel 1695, sempre come nave da 64 cannoni.
Defiance fece parte dello squadrone sotto il viceammiraglio John Benbow nell'agosto 1702 che ingaggiò lo squadrone dell'ammiraglio francese Jean-Baptiste du Casse, la HMS Defiance al comando del capitano Richard Kirkby fu, insieme alla HMS Windsor, una delle navi che si rifiutò di entrare in battaglia. Infatti la HMS Defiance si allontanò dallo squadrone francese avversario dopo solo due o tre bordate, per portarsi fuori portata. Alla corte marziale, il capitano Kirkby fu riconosciuto colpevole di codardia e condannato alla fucilazione.
Nel 1707 fu ricostruita per la seconda volta, presso il Deptford Dockyard come nave di terza classe da 66 cannoni.
La HMS Defiance fu ridotta a nave di quarta classe nel 1716.
Il 30 agosto 1739, il comando fu affidato al capitano John Trevor.
Fu demolita nel 1749.